# Nine Network
The Nine Network, auch Channel 9 genannt, ist eine der größten australischen Rundfunkgesellschaften. Sie gehört zum Medienkonzern Nine Entertainment Co.
Die Hauptzentrale des Nine Networks liegt in Willoughby, einem Vorort von Sydney. Von hier aus werden auch alle Nachrichtensendungen des Senders produziert und gesendet. Die Website „NineMSN“ ist eine der wichtigsten Internet-Nachrichtenplattformen für Australier weltweit. Das Nine Network ist an ihr zu 50 Prozent beteiligt.

## Geschichte des Senders
In den 1950er Jahren wurde in Australien das Fernsehen eingeführt. Die 1933 gegründete Australian Consolidated Press (ACP)  erhielt 1956 eine Sendelizenz in Sydney und ihr Fernsehsender, TCN-9 Sydney, nahm als erster Fernsehsender Australiens den Sendebetrieb auf. Die ersten Worte von Bruce Gyngell waren: “Good evening, and welcome to television.” („Guten Abend und willkommen beim Fernsehen.“)
1960 übernahm die ACP den Fernsehsender GTV-9 Melbourne und wurde so zum ersten Fernsehnetzwerk Australiens, dem National Television Network (NTN), aus dem 1963 The Nine Network wurde. Der Medienunternehmer Kerry Packer verkaufte das Nine Network 1987 an den Unternehmer Alan Bond, der das Netzwerk um die Sender QTQ-9 Brisbane und STW-9 Perth erweiterte. Drei Jahre später, im Jahr 1990, kaufte Packer das Netzwerk zum halben Preis der Verkaufssumme zurück.
1994 entstand aus der Fusion des Nine Network Australia und der Australian Consolidated Press der Medienkonzern Publishing and Broadcasting Limited (PBL). Ein Versuch der PBL, auch in Indien mit Nine India Fuß zu fassen, scheiterte und die PBL verlor Millionen.
Am 18. Oktober 2006 kündigte James Packer, Sohn des verstorbenen Medienunternehmers Kerry Packer, den Verkauf von 50 Prozent der Medienbeteiligungen von PBL für umgerechnet 4,5 Milliarden australische Dollar an, um sich auf das Glücksspielgeschäft des Konzerns konzentrieren zu können. Zum Verkauf gehörten unter anderem das Nine Network und dessen 50-prozentige Beteiligung an NineMSN.
Der Sender strahlt regelmäßig die Australian Open sowie die Olympischen Spiele aus. Zusätzlich besitzt Nine Network die Rechte zur Ausstrahlung des Rugby World Cup bis 2029. CEO der Rundfunkgesellschaften ist seit März 2025 Matt Stanton.

## Sendungen

### Serien bzw. andere Formate

#### Amerikanische
- The Apprentice
- CSI: Crime Scene Investigation
- CSI: Miami
- CSI: NY
- Close to Home
- Cold Case
- ER
- Super Nanny
- Survivor
- Without a Trace

#### Australische
- 20 to 1
- Australia’s Funniest Home Video Show (TCN-9)
- Backyard Blitz (TCN-9)
- Bert’s Family Feud (GTV-9)
- Celebrity Overhaul  (TCN-9)
- Comedy Inc. The Late Shift
- The Footy Show (GTV-9/TCN-9)
- Getaway (TCN-9)
- Hello Goodbye
- McLeod’s Daughters (Southern Cross)
- Missing persons unit
- Temptation (GTV-9)
- What’s good for you
- Who Wants to Be a Millionaire? (GTV-9)

### Nachrichten
- Today
- National Nine News: Morning Edition
- National Nine News: Afternoon Edition
- National Nine News
- Nightline

## Callsigns
Unterschiedliche Bezeichnungen in unterschiedlichen Regionen Australiens:
- TCN-9, Sydney
- GTV-9, Melbourne
- QTQ-9, Brisbane
- NTD-8, Darwin